# Миленкович, Никола
Нико́ла Миле́нкович (серб. Никола Миленковић; произношение: [nǐkola milěːŋkoʋitɕ]; род. 12 октября 1997, Белград) — сербский футболист, защитник английского клуба «Ноттингем Форест» и национальной сборной Сербии. Участник двух чемпионатов мира (2018 и 2022) и чемпионата Европы 2024.

## Клубная карьера

### «Партизан»

#### 2015/16
Пройдя молодежные команды сербского «Партизана», Миленкович был отдан в аренду в «Телеоптик» в сезоне 2015/16. В начале 2016 года Миленкович подписал пятилетний контракт со своим клубом. Через несколько дней после дебюта в молодёжной сборной Сербии (до 19 лет), Никола дебютировал и в матче сербской Суперлиги в составе «Партизана» против «Младости», это произошло 10 апреля 2016 года, серб вышел на поле в стартовом составе и отыграл весь матч. В матче против «Чукарички» Миленкович получил красную карточку за фол на Петаре Бойиче, в результате чего Никола пропустил следующие четыре матча. Миленкович забил свой первый гол в составе Партизана в последнем матче сезона 2015/16 в сербской Суперлиге против «Войводины», этот гол стал сотым для «Партизана» в сезоне.

#### 2016/17
Первым матчем для Миленковича в новом сезоне стала игра отборочного этапа Лиги Европы против «Заглембе». В чемпионате Сербии защитник дебютировал в игре против «Бачки», прежде чем провести следующие две игры на скамейке запасных. После нескольких неубедительных игр «Партизана» и травм некоторых игроков в обороне Миленкович начал играть регулярно. 27 августа 2016 года Миленкович забил свой первый гол в сезоне 2016/17, это случилось в матче против «Рада». 21 сентября Никола дебютировал в Кубке Сербии в матче против «Напредака». После травмы Мирослава Вуличевича в матче Кубка Сербии против «Жарково» 25 октября 2016 года Миленкович впервые сыграл с капитанской повязкой. В феврале 2017 года Миленкович был включен в список 30 лучших молодых футболистов мира по версии итальянской газеты La Gazzetta dello Sport.

### «Фиорентина»
24 мая 2017 года президент «Партизана» Милорад Вучелич подтвердил, что Миленкович летом перейдёт в итальянскую «Фиорентину». Сумма трансфера составила 5,1 млн евро. 22 декабря 2017 года Миленкович дебютировал за «Фиорентину» в матче против «Кальяри», сыграв 84 минуты матча, матч закончился с победой «фиолетовых» со счётом 1-0.

## Карьера в сборной
Вызывался в сборную Сербии до 19 лет. Впоследствии в том же году его вызвали в национальную сборную Сербии до 20 лет, под руководством Ненада Лалатовича 26 марта 2016 года впервые сыграл за сборную Сербии до 20 лет против сверстников из соседней Черногории. В первом же своём матче отметился голом. В марте 2017 года Миленкович был вызван в сборную Сербии до 21 года. 28 марта дебютировал в товарищеском матче с молодёжной сборной Словакии.
29 сентября 2016 года Миленкович дебютировал в составе основной сборной Сербии в товарищеском матче со сборной Катара, окончившийся со счётом 3:0.
В июне 2018 года главный тренер сборной Сербии Младен Крстаич включил Миленковича в состав сборной на чемпионат мира 2018 года в России. Он провёл на турнире все три матча группового этапа.

## Статистика
| Клуб               | Сезон            | Лига | Лига | Кубок страны | Кубок страны | Еврокубки | Еврокубки | Прочие | Прочие | Итого | Итого |
| Клуб               | Сезон            | Игры | Голы | Игры         | Голы         | Игры      | Голы      | Игры   | Голы   | Игры  | Голы  |
| ------------------ | ---------------- | ---- | ---- | ------------ | ------------ | --------- | --------- | ------ | ------ | ----- | ----- |
| Телеоптик (аренда) | 2015/16          | 13   | 0    | −            | −            | −         | −         | −      | −      | 13    | 0     |
| Телеоптик (аренда) | Итого            | 13   | 0    | −            | −            | −         | −         | −      | −      | 13    | 0     |
| Партизан           | 2015/16          | 4    | 1    | 0            | 0            | −         | −         | −      | −      | 4     | 1     |
| Партизан           | 2016/17          | 32   | 2    | 6            | 1            | 2         | 0         | −      | −      | 40    | 3     |
| Партизан           | Итого            | 36   | 3    | 6            | 1            | 2         | 0         | −      | −      | 44    | 4     |
| Фиорентина         | 2017/18          | 16   | 0    | 1            | 0            | 0         | 0         | −      | −      | 17    | 0     |
| Фиорентина         | 2018/19          | 34   | 3    | 4            | 0            | 0         | 0         | −      | −      | 38    | 3     |
| Фиорентина         | 2019/20          | 37   | 5    | 4            | 0            | 0         | 0         | −      | −      | 41    | 5     |
| Фиорентина         | 2020/21          | 34   | 3    | 3            | 0            | 0         | 0         | −      | −      | 37    | 3     |
| Фиорентина         | 2021/22          | 26   | 1    | 5            | 2            | 0         | 0         | −      | −      | 31    | 3     |
| Фиорентина         | Итого            | 147  | 12   | 17           | 2            | −         | −         | −      | −      | 164   | 14    |
| Всего за карьеру   | Всего за карьеру | 196  | 15   | 23           | 3            | 2         | 0         | −      | −      | 221   | 18    |

## Достижения
- «Партизан»
  - Чемпион Сербии: 2016/17
  - Вице-чемпион Сербии: 2015/16
  - Обладатель Кубка Сербии (2): 2015/16, 2016/17

Итого: 3 трофея